# 翟若愚
翟若愚（1946年—），汉族，中华人民共和国企业家、第十一届全国政协委员。

## 生平
中国共产党党员，曾任电力工业部办公厅主任，国家电力公司办公厅主任，国家电力公司东北公司总经理，华北电力集团总经理。2002年底任中国大唐集团公司原党组书记、总经理，现任集团董事长。2008年，当选第十一届全国政协委员，代表中华全国总工会，分入第十八组。并担任人口资源环境委员会专委。